# إنديانابوليس 500 سنة 2005
سباق إنديانا بوليس -500 ميل 2005 أقيم في حلبة إنديانابوليس موتور سبيدواي في 29 مايو 2005 وفاز في السباق دان ولدن من فريق اندريتي بمتوسط سرعة 157.603 mph.
وكان أول المنطلقين توني كنعان بسرعة 227.566 mph.